# Црква Светих апостола Петра и Павла у Кравици
Црква Светих апостола Петра и Павла једнобродна је грађевина у селу Кравица код Братунца, Република Српска. Припада епархији зворничко-тузланској, а посвећена је Светим апостолима Петру и Павлу.
Градња цркве започета је 1904. године, а није познато ко је осветио темеље. Сазидана је од камена, димензија је 21 × 12 m, покривена је бакром и има куполу и звоник са два звона. Када је градња завршена 1909. године, Митрополит Евгеније Летица осветио је храм. Ова црква је парохијска за Парохију кравичку.
Црква није живописана, а иконостас од храстовог дрвета израдио је Радивоје Лазић из Дубравица код Братунца, док је иконе осликао Горан Гатарић из Зенице.
Након пожара који је цркву задесио ратне 1993. године, изгорела је целокупна црквена архива, тако да постоји врло мало података на основу којих се може реконструисати хронологија свештеничког служења у овој парохији. Црква је реновирана 2003. године и санирана је штета настала током пожара.
Стари парохијски дом димензија 13 × 6 m саграђен је 1936. године, а обновом из 2006. године адаптиран је у светосавски дом. Нови парохијски дом саграђен је 1998. године и димензија је 8 × 9 m.